# Hôtel de Grady (rue Saint-Pierre)
Ne doit pas être confondu avec l'Hôtel de Grady situé rue Hors-Château
L'hôtel de Grady est un hôtel particulier du XVIIIe siècle situé à Liège en Belgique.

## Localisation
L'hôtel est situé au no 13 de la rue Saint-Pierre à quelques mètres de la collégiale Sainte-Croix et à côté de l'hôtel Torrentius.

## Conception
L'édifice composé de deux niveaux (un seul étage) et de cinq travées a été bâti en brique pendant le dernier quart du XVIIIe siècle. Le soubassement, les encadrements des baies, un larmier séparant les deux niveaux, un bandeau dans la partie supérieure de la façade et deux pilastres délimitant la travée de gauche sont réalisés en pierre de taille (pierre calcaire). La travée de gauche possède une porte cochère surmontée d'un arc cintré et, à l'étage, une baie ornée d'un garde-corps en fer forgé. Tous les linteaux sont bombés et comprennent une clé de voûte passante. 
A l'arrière et perpendiculairement à la travée de droite, se trouve une habitation du XVIIe siècle restaurée dans les années 1980 par l'architecte Charles Vandenhove et devenue le Pavillon César Franck.

## Personnalité liée à cet hôtel

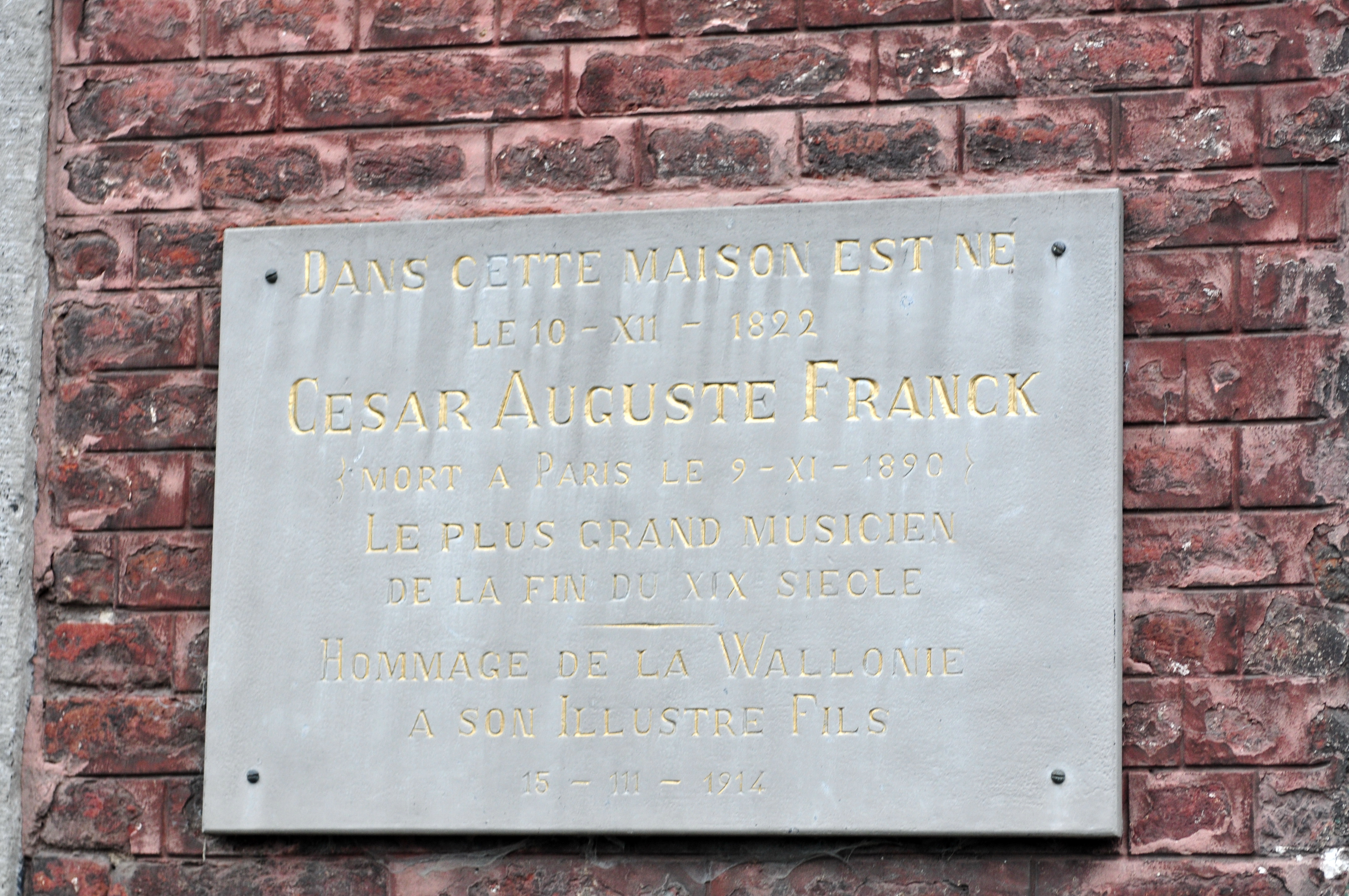
Plaque commémorative de César Franck

Le compositeur César Franck y est né le 10 décembre 1822 comme une plaque commémorative apposée sur la façade le rappelle.

## Classement
L'hôtel de Grady est repris sur la liste du patrimoine immobilier classé de Liège depuis 1988.